# رشدي الشامي
رشدي الشامي (مواليد 28 مارس 1958)، ممثل مصري. بدأ مسيرته الفنية في عام 1994 بمسلسل بوابة المتولي.

## أعماله

### مسلسلات
- 1994: بوابة المتولي
- 1994: الدنيا حظوظ (لا للزوجات)
- 1995: شيء في صدري
- 1998: أوراق من المجهول
- 1999: حلم العمر كله
- 1999: أم كلثوم
- 2001: الوشم
- 2003: عاصفة الشك
- 2006: قلب الدنيا
- 2008: كلمة حق
- 2008: رمانة الميزان
- 2008: أيام الرعب والحب
- 2009: راجل وست ستات الجزء الرابع
- 2009: الهروب من الغرب
- 2010: الجماعة الجزء الأول
- 2011: مسيو رمضان مبروك أبو العلمين حمودة
- 2011: الزناتي مجاهد
- 2012: بنات x بنات
- 2013: حاميها حراميها
- 2017: واحة الغروب
- 2018: طايع
- 2018: أبو العروسة
- 2019: قمر هادي
- 2020: ما وراء الطبيعة
- 2020: في كل أسبوع يوم جمعة
- 2020: ختم النمر
- 2020: ب100 وش
- 2020: الاختيار
- 2021: نصيبي وقسمتك 4
- 2021: حرب أهلية
- 2021: أيام
- 2021: النمر
- 2021: القاهرة كابول
- 2021: إلا أنا 2
- 2022: توبة

### أفلام
- 2011: الفاجومي
- 2017: يوم من الأيام
- 2020: الحارث

### مسرحيات
- 1996: الست هدى
- 1999: الساحرة
- 2001: الملك لير
- 2006: أهلا يا بكوات
- 2008: زكي في الوزارة

## وصلات خارجية
- رشدي الشامي على موقع الدهليز
- رشدي الشامي على موقع قاعدة بيانات الأفلام العربية